# Розов кладенец (село)
Розов кладенец (до 1906 г. Гюл бунар) е бивше село в Югоизточна България. То се намира в община Гълъбово, Област Стара Загора.
През 60-те години на XX век основната част от селото е залята от новоизградения язовир „Розов кладенец“, а през 1971 година то е официално присъединено към съседното село Обручище.

## Известни личности
Родени в Розов кладенец
- Стефка Съботинова (1930 – 2010), певица